# Moyenne logarithmique

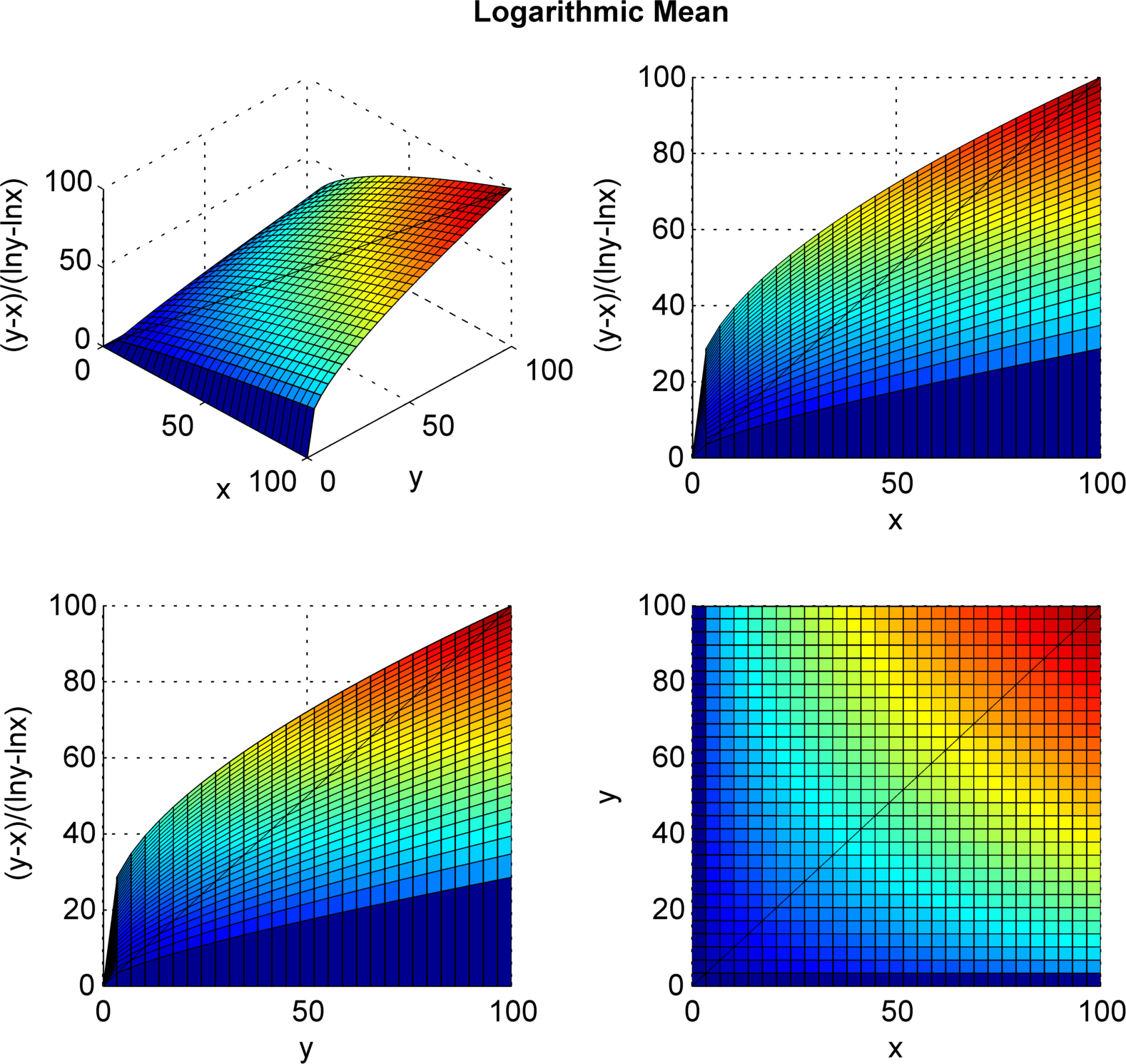
Graphique tridimensionnel représentant la moyenne logarithmique de x et y.

En mathématiques, la moyenne logarithmique est un type de moyenne. 
Pour deux réels strictement positifs, elle est égale à leur différence, divisée par le logarithme de leur quotient. Cette moyenne est utilisée lors de problèmes d'ingénierie concernant le transfert de chaleur et de masse.

## Définition
La moyenne logarithmique de deux réels strictement positifs {\displaystyle a,b} est définie par :
{\displaystyle {\begin{aligned}M_{\text{ln}}(a,b)&=\lim _{(x,y)\to (a,b)}{\frac {x-y}{\ln x-\ln y}}\\[6pt]&={\begin{cases}a&{\text{si }}a=b,\\{\frac {b-a}{\ln b-\ln a}}&{\text{sinon}}\end{cases}}\end{aligned}}}.
Ainsi, par exemple, la moyenne logarithmique de 1 et 2 est {\displaystyle {\frac {1}{\ln 2}}=1,4426\cdots }, voir la suite A007525 de l'OEIS.

## Propriétés
La moyenne logarithmique est bien une moyenne, car comprise entre a et b (ce résultat est connu sous le nom d'« inégalité de Napier»). Elle est de plus homogène : {\displaystyle M_{\ln }(ka,kb)=kM_{\ln }(a,b)}.

### Inégalités

Illustration de l'inégalité arithmético-logarithmo-géométrique :

La moyenne logarithmique de deux nombres est inférieure ou égale à leur moyenne arithmétique et à leur moyenne d'ordre 1/2, mais supérieure ou égale à leur moyenne géométrique et à leur moyenne harmonique ; plus précisément :
{\displaystyle {\frac {2ab}{a+b}}\leqslant {\sqrt {ab}}\leqslant M_{\text{ln}}(a,b)\leqslant \left({\frac {{\sqrt {a}}+{\sqrt {b}}}{2}}\right)^{2}\leqslant {\frac {a+b}{2}}\qquad {\text{ pour }}a,b>0} ,,.
Les deux inégalités extrêmes viennent de la croissance avec {\displaystyle p} de la moyenne d'ordre {\displaystyle p} et les deux inégalités centrales de la croissance avec {\displaystyle p} de la moyenne de Stolarsky {\displaystyle S_{p}(a,b)}.
Ces deux dernières inégalités se démontrent élémentairement comme suit.
Pour {\displaystyle b\geqslant a}, on pose {\displaystyle x={\sqrt {b/a}}} ; les inégalités {\displaystyle {\sqrt {ab}}\leqslant M_{\text{ln}}(a,b)\leqslant \left({\frac {{\sqrt {a}}+{\sqrt {b}}}{2}}\right)^{2}} s'écrivent alors {\displaystyle x\leqslant {\frac {x^{2}-1}{2\ln x}}\leqslant \left({\frac {1+x}{2}}\right)^{2}}.
En remplaçant {\displaystyle x} par {\displaystyle \mathrm {e} ^{x},x\geqslant 0}, la première inégalité s'écrit {\displaystyle x\leqslant {\frac {\mathrm {e} ^{2x}-1}{2\mathrm {e} ^{x}}}=\sinh x}, inégalité classique.
La deuxième s'écrit aussi {\displaystyle \ln x\geqslant 2{\frac {x-1}{x+1}}} ; en remplaçant  {\displaystyle x} par {\displaystyle \mathrm {e} ^{2x},x\geqslant 0}, elle s'écrit {\displaystyle x\geqslant \tanh x}, inégalité également classique.
La relation entre les moyennes géométrique, logarithmique et arithmétique peut aussi se déduire de l'inégalité d'Hermite-Hadamard pour f = exp sur [ln(a) , ln(b)].

## Diverses obtentions de cette moyenne

### Par le théorème des accroissements finis
D'après le théorème des accroissements finis, il existe un réel {\displaystyle c} entre a et b où la dérivée d'une fonction f est égale à la pente de la sécante :
{\displaystyle \exists c\in ]a,b[:\ f'(c)={\frac {f(b)-f(a)}{b-a}}}
La moyenne logarithmique est le nombre {\displaystyle c} lorsque l'on prend {\displaystyle f=\ln } :
{\displaystyle {\frac {1}{c}}={\frac {\ln b-\ln a}{b-a}}}
soit :
{\displaystyle c={\frac {b-a}{\ln b-\ln a}}}

### Par intégration
La moyenne logarithmique peut également être interprétée comme l'aire sous une courbe définie par des fonctions exponentielle :{\displaystyle M_{\ln }(a,b)=\int _{0}^{1}a^{1-t}b^{t}\ \mathrm {d} t}
Carlson donne d'autres expressions intégrales:
{\displaystyle {1 \over M_{\ln }{(a,b)}}=\int _{0}^{1}{\operatorname {d} \!t \over (1-t)a+tb}\ =\int _{0}^{\infty }{\operatorname {d} \!t \over (t+a)\,(t+b)}.}
D'après le théorème des sommes de Riemann, {\displaystyle M_{\ln }(a,b)} est la limite de la suite décroissante {\displaystyle \left({\frac {1}{n+1}}\displaystyle \sum _{k=0}^{n}{\sqrt[{n}]{a^{n-k}b^{k}}}\right)_{n\geqslant 0}}, formée de moyennes arithmétiques de moyennes géométriques pondérées.

## Généralisation

### Par le théorème des accroissements finis généralisé à l'ordren
On peut généraliser la moyenne logarithmique à n + 1 variables en considérant le théorème des accroissements finis généralisé à l'ordre n faisant intervenir les différences divisées d'ordre n du logarithme.
On obtient
{\displaystyle L_{\text{MV}}(x_{0},\,\dots ,\,x_{n})={\sqrt[{-n}]{(-1)^{(n+1)}n\ln \left(\left[x_{0},\,\dots ,\,x_{n}\right]\right)}}}
où {\displaystyle \ln \left(\left[x_{0},\,\dots ,\,x_{n}\right]\right)} désigne la différence divisée d'ordre n du logarithme.
Pour n = 2, cela donne par exemple :
{\displaystyle L_{\text{MV}}(x,y,z)={\sqrt {\frac {(x-y)\left(y-z\right)\left(z-x\right)}{2\left[\left(y-z\right)\ln x+\left(z-x\right)\ln y+\left(x-y\right)\ln z\right]}}}} .

### Par intégration
L'interprétation intégrale peut aussi être généralisée à plusieurs variables, mais elle conduit à un résultat différent. Étant donné le simplexe {\textstyle S} où {\textstyle S=\{\left(\alpha _{0},\,\dots ,\,\alpha _{n}\right):\left(\alpha _{0}+\dots +\alpha _{n}=1\right)\land \left(\alpha _{0}\geqslant 0\right)\land \dots \land \left(\alpha _{n}\geqslant 0\right)\}} et une mesure appropriée {\textstyle \mathrm {d} \alpha } qui assigne au simplexe un volume égal à 1, on obtient
{\displaystyle L_{\text{I}}\left(x_{0},\,\dots ,\,x_{n}\right)=\int _{S}x_{0}^{\alpha _{0}}\cdot \,\cdots \,\cdot x_{n}^{\alpha _{n}}\ \mathrm {d} \alpha }
Cela peut être simplifié en utilisant les différences divisées de la fonction exponentielle pour
{\displaystyle L_{\text{I}}\left(x_{0},\,\dots ,\,x_{n}\right)=n!\exp \left[\ln \left(x_{0}\right),\,\dots ,\,\ln \left(x_{n}\right)\right]} .
Exemple pour {\textstyle n=2}
{\displaystyle L_{\text{I}}(x,y,z)=-2{\frac {x\left(\ln \left(y\right)-\ln \left(z\right)\right)+y\left(\ln \left(z\right)-\ln \left(x\right)\right)+z\left(\ln \left(x\right)-\ln \left(y\right)\right)}{\left(\ln \left(x\right)-\ln \left(y\right)\right)\left(\ln \left(y\right)-\ln \left(z\right)\right)\left(\ln \left(z\right)-\ln \left(x\right)\right)}}} .

## Relations avec d'autres moyennes
- Moyenne arithmétique : {\displaystyle {\frac {M_{\ln }\left(x^{2},y^{2}\right)}{M_{\ln }(x,y)}}={\frac {x+y}{2}}}

- Moyenne géométrique : {\displaystyle {\sqrt {\frac {M_{\ln }\left(x,y\right)}{M_{\ln }\left({\frac {1}{x}},{\frac {1}{y}}\right)}}}={\sqrt {xy}}}

- Moyenne harmonique : {\displaystyle {\frac {M_{\ln }\left({\frac {1}{x}},{\frac {1}{y}}\right)}{M_{\ln }\left({\frac {1}{x^{2}}},{\frac {1}{y^{2}}}\right)}}={\frac {2}{{\frac {1}{x}}+{\frac {1}{y}}}}}